# Герреро, Хосе Паоло
Хосе́ Па́оло Герре́ро Гонса́лес (исп. José Paolo Guerrero Gonzales; род. 1 января 1984[…], Лима) — перуанский футболист, нападающий и капитан клуба «Универсидад Сесар Вальехо» и сборной Перу. Серебряный призёр и лучший бомбардир Кубка Америки 2019 года, бронзовый призёр и лучший бомбардир Кубков Америки 2011 и 2015 годов, участник Кубка Америки 2007 и 2016 годов. Участник чемпионата мира 2018 года. Двукратный чемпион Германии, двукратный обладатель Кубка Германии и Кубка немецкой лиги в составе мюнхенской «Баварии». Победитель клубного чемпионата мира в составе «Коринтианса».

## Карьера

### Клубная
Паоло Герреро в 6 лет попал в Академию Перси Рохаса, там он выступал в течение двух месяцев, а уже через год попал в систему клуба «Альянса Лима». В 14 лет в игре против «Спортинг Кристал» юный футболист получил свою первую красную карточку. Играя за различные юношеские команды «Альянсы» Герреро неоднократно становился лучшим бомбардиром чемпионатов, а в 1999 году был признан лучшим игроком лиги, причём награду ему вручал сам глава федерации перуанского футбола Николас Дельфино. В 2000 году Герреро стал чемпионом в чемпионатах для игроков 1982, 1983 и 1984 годов рождения. За 10 лет что он провёл в различных молодёжных командах «Альянсы» он забил свыше 200 голов. В июле 2001 года главный тренер «Альянсы» Хайме Дуарте вызвал Герреро на тренировку с основным составом. В январе 2002 года Паоло был переведён в основной состав клуба, однако профессионального контракт с «Альянсой» он так и не подписал, как потом объяснил отец игрока, клуб предложил невыгодные финансовые условия. Молодого таланта заметил главный скаут мюнхенской «Баварии» Вольфганг Дреммлер. Ему последовало предложение от клуба, который предложил за молодого форварда 230,000 евро. За основной состав перуанского клуба Герреро провёл только один товарищеский матч с «Пеньяролем», в нём он появился всего на несколько минут, ещё в нескольких матчах он оставался в запасе.
Подписав контракт с немецким грандом до 2006 года Герреро отправился выступать за «Баварию II», фарм-клуб выступающий в региональной лиге «Юг». В основном составе клуба Герреро дебютировал только 3 декабря 2003 года, выйдя на замену вместо Роке Санта Круса на 76-й минуте матча Кубка Германии с «Гамбургом», завершившимся победой мюнхенцев со счётом 3:0. В том сезоне Герреро больше не выступал за основной состав «Баварии». Зато со вторым составом он стал чемпионом и, забив 21 гол, лучшим бомбардиром региональной лиги «Юг». Летом 2004 года Герреро получил травму колена и выбыл на несколько месяцев. 23 октября 2004 года он наконец дебютировал в чемпионате Германии. Его дебют пришёлся на выездной матч с «Ганзой» из Ростока, заменив на 55-й минуте Вахида Хашемяна Герреро за оставшееся время успел отдать голевой пас на Мехмета Шолля, который и установил окончательный счёт матча, 2:0 в пользу «Баварии». За тот матч Герреро, сыгравший всего 35 минут получил от Kicker оценку 3,0 — выше в команде получили только Мехмет Шолль, Роберт Ковач и Вилли Саньоль. В первых четырёх матчах в Бундеслиге Герреро забил четыре мяча. 3 ноября того же года Герреро дебютировал в еврокубках, это произошло в матче Лиги чемпионов с «Ювентусом», когда Герреро на 90-й минуте заменил Хасана Салихамиджича. Всего в своём первом полноценном сезоне в основном составе «Баварии» Хосе Паоло Герреро стал чемпионом Германии и обладателем Кубка Германии, провёдя в общей сложности 20 матчей и забив 7 голов. Благодаря своим успешным выступлениям в марте 2005 года руководство «Баварии» продлило контракт с Герреро до 2008 года. В следующем сезоне Герреро вновь оставался резервным игроком, в основном выходящим на замену. В первом матче нового розыгрыша Лиги чемпионов Герреро забил единственный гол в матче с венским «Рапидом». Несмотря на успешное начало, за весь сезон Герреро получил несколько травм и сыграл только в 24 матчах во всех турнирах и забил в них 6 голов. Несмотря на то что в том сезоне перуанец добавил в свою копилку ещё одно чемпионство и ещё один Кубок Германии, в середине 2006 года Герреро покинул Мюнхен и перешёл в «Гамбург» за 2,500,000 евро.

Давид Луис, Касио и Паоло Герреро на клубном чемпионате мира в 2012 году

С «Гамбургом» перуанский нападающий подписал контракт на четыре года. Свой первый официальный матч за команду Герреро провёл 29 июля 2006 года в матче Кубка немецкой лиги с берлинской «Гертой», матч закончился победой «Гамбурга» со счётом 1:0, а Герреро вышел на поле на 56-й минуте, заменив Александра Лааса. Свои первые голы за новый клуб перуанец забил 22 октября 2006 года в выездном матче с леверкузенским «Байером». Герреро вышел вместо Даниеля Любои на 69-й минуте матча, и уже через минуту открыл счёт своим голам за «Гамбург», а на 86-й минуте Герреро забил и свой второй гол за клуб, тот матч завершился волевой победой «Гамбурга» со счётом 2:1. В первом сезоне Герреро играл и в Лиге чемпионов, однако «Гамбург» занял последнее место в группе и не смог попасть даже в Кубок УЕФА. Всего за первый сезон в «Гамбурге» Хосе Паоло Герреро сыграл 29 матчей и забил в них 5 голов. Летом 2007 года игроком всерьёз интересовался «Портсмут», который предлагал за футболиста 4,000,000 фунтов стерлингов, однако сделка так и не состоялась. В следующем сезоне Герреро сделав дубль в матче с венгерским «Гонведом» вывел «Гамбург» в первый круг Кубка УЕФА. Но вскоре форварда вновь стали преследовать травмы, из-за которых он практически полностью пропустил групповой этап Кубка УЕФА. Несмотря на это перуанец стал основным нападающим команды и отметился 9-ю голами в 29-и матчах чемпионата и 5-ю голами в 9-ти матчах Кубка УЕФА, где его «Гамбург» добрался до стадии 1/8 финала. В последнем матче чемпионата Германии 2007/08 с «Карлсруэ» Герреро в течение 15-ти минут забил свой первый хет-трик за время выступлений в «Гамбурге». В сезоне 2008/09 перуанец вновь забил 9 голов в чемпионате, только на этот раз для этого ему потребовался 31 матч, а в Кубке УЕФА, где его клуб добрался до полуфинала перуанец записал на свой счёт 4 гола в 12-и матчах, причём 2 гола из 4-х пришлись на выездной матч с «Галатасараем», после того как дома «Гамбург» сыграл вничью 1:1, к 50-й минуте матча в Стамбуле они уже проигрывали 0:2, но благодаря двум голам Герреро на 57-й и 60-й минутах матча немцы сумели уравнять положение, а на 89-й минуте матча напарник Герреро Ивица Олич и вовсе забил третий гол, окончательно сняв вопросы о том, кто же пройдёт в четвертьфинал. Летом 2009 года Дик Адвокат, главный тренер санкт-петербургского «Зенита», был заинтересован в приобретении перуанского форварда, но сделка так и не состоялась. Большую часть сезона 2009/10 Герреро пропустил из-за травмы ноги, полученной в матче за сборную, и дисквалификации, которую Герреро получил за то что после матча с «Ганновером» бросил бутылку в одного из болельщиков, за этот поступок немецкий футбольный союз оштрафовал футболиста на 20,000 евро и дисквалифицировал его на пять матчей. Несмотря на это перуанец сыгравший всего в 13-и матчах за сезон сумел забить 7 голов. Впоследствии за инцидент с болельщиком окружной суд Гамбурга обязал Герреро выплатить 100,000 евро в пользу благотворительной организации и назначил ему двухлетний испытательный срок. Изначально футболист попробовал обжаловать это решение, однако последующее разбирательство грозило ему тюремным сроком, и футболист отказался от претензий. Летом 2010 года появилась информация что Герреро не стал продлевать контракт с клубом и по окончании сезона в качестве свободного агента перейдёт в «Валенсию», но вскоре руководство клуба объявило о продлении контракта с футболистом до 2014 года. В сезоне 2010/11 «Гамбург» впервые за время игры Герреро в команде не принимал участия в еврокубках, поэтому за весь сезон перуанец сыграл всего в 27-и матчах и забил всего 5 голов. Зимой 2011 года руководство было намерено отдать перуанца в аренду, из-за того что он не имел постоянной игровой практики. В матче первого тура чемпионата 2011/12 с дортмундской «Боруссией», который завершился поражением «Гамбурга» со счётом 1:3, Паоло Герреро вновь получил травму уже на 42-й минуте. На 54-й минуте матча 24-го тура со «Штутгартом» Герреро получил красную карточку за грубый подкат против вратаря гостей Свена Ульрайха. За этот инцидент контрольно-дисциплинарный комитет немецкого футбольного союза дисквалифицировал нападающего на 8 матчей. 29 мая 2015 года игрок перешёл в бразильский «Фламенго». Контракт подписан на 3 года.

### В сборной
До дебюта в основной сборной Перу Хосе Паоло Герреро выступал за сборную Перу (до 17) (вместе с Джефферсоном Фарфаном) и сборную Перу (до 23), в составе которой он забил 3 гола.
В главной сборной Перу Паоло Герреро дебютировал 9 октября 2004 года в отборочном матче чемпионата мира 2006 года со сборной Боливии, завершившимся поражением перуанцев со счётом 0:1. Герреро вышел с первых минут и провёл на поле весь матч.
В 2007 году Герреро принял участие в Кубке Америки. На том Кубке Герреро принял участие во всех четырёх матчах своей сборной и даже отметился одним голом в ворота сборной Уругвая.
12 июня 2008 года в отборочном матче чемпионата мира 2010 года с Уругваем Хосе Паоло Герреро оскорбил судью матча, удалившего его с поля уже на 37-й минуте, за этот поступок дисциплинарный комитет ФИФА дисквалифицировал футболиста на 6 матчей и оштрафовал его на 10,000 швейцарских франков. Таким образом, следующий матч за сборную Герреро провёл лишь спустя год в отборе к чемпионату мира 2010 года со сборной Эквадора. 9 сентября 2009 года в отборочном матче чемпионата мира 2010 года со сборной Венесуэлы Паоло Герреро порвал крестообразные связки колена уже на 15-й минуте матча, из-за этой травмы ему пришлось пропустить большую часть сезона 2009/10. От этой травмы форвард долгое время восстанавливался в Перу, так как в Гамбург он боялся лететь из-за аэрофобии.
В 2011 году Герреро вновь попал в заявку сборной на Кубок Америки, причём за месяц до турнира он получил травму колена и казалось, что он пропустит Кубок, но сумев вовремя восстановиться всё же поехал на Кубок. Паоло сыграл на турнире в пяти матчах и забил пять мячей, став лучшим бомбардиром и бронзовым призёром Кубка. По голу он забил в матчах группового этапа со сборными Уругвая и Мексики. А в матче за третье место Герреро, вышедший на поле с капитанской повязкой, отметился хет-триком и голевой передачей в ворота сборной Венесуэлы, благодаря этому он был назван лучшим игроком матча.
Летом 2019 года Хосе Паоло был приглашён в сборную для участия в Кубке Америки, который состоялся в Бразилии. В первом матче в группе против Венесуэлы его команда сыграла вничью 0:0, а он был признан лучшим игроком матча. Во втором матче против Боливии забил гол, одержал победу вместе с командой со счётом 3:1 и опять был признан лучшим игроком матча. В полуфинале против Чили забил гол на 90-й минуте матча и помог команде обыграть соперника со счётом 3:0.В финале против Бразилии на 44-й минуте с пенальти забил гол своей сборной, а его команда в итоге уступила и завоевала серебряные медали. По итогам проведённого турнира он стал лучшим бомбардиром (3 мяча).
Всего за сборную Перу Хосе Паоло Герреро сыграл 107 матчей и забил 39 голов. По забитым мячам является лучшим бомбардиром в истории перуанской команды.

### Отстранение от футбола
После матча Перу — Аргентина (ноябрь 2017 г.) в рамках отбора на чемпионат мира-2018 Герреро сдал допинг-пробу, давшую положительный результат на бензоилэкгонин, основной метаболит кокаина. В результате этого инцидента Паоло сначала был дисквалифицирован на год, но позже срок отстранения от футбола для Герреро сократили до шести месяцев. В результате перуанский нападающий смог принять участие в финальном этапе ЧМ-18, проходившем в России.

## Достижения

### Командные
«Бавария II»
- Чемпион региональной лиги «Юг»: 2004

«Бавария»
- Чемпион Германии (2): 2004/05, 2005/06
- Обладатель Кубка Германии (2): 2004/05, 2005/06
- Обладатель Кубка немецкой лиги: 2003/04
- Итого: 5 трофеев

«Гамбург»
- Обладатель Кубка Интертото: 2007
- Итого: 1 трофей

«Коринтианс»
- Победитель Клубного чемпионата мира: 2012
- Чемпион штата Сан-Паулу: 2013
- Итого: 2 трофея

«Фламенго»
- Финалист Южноамериканского кубка: 2017
- Чемпион штата Рио-де-Жанейро: 2017
- Итого: 1 трофей

ЛДУ Кито
- Обладатель Южноамериканского кубка: 2023
- Итого: 1 трофей

Сборная Перу
- Серебряный призёр Кубка Америки: 2019
- Бронзовый призёр Кубка Америки: 2011, 2015
- Всего за карьеру: 9 трофеев

### Личные
- Лучший бомбардир Кубка Америки (3): 2011 (5 голов), 2015 (4 гола), 2019 (3 гола)
- Лучший бомбардир чемпионата региональной лиги «Юг»: 2004 (21 гол)
- Обладатель бронзового мяча Клубного чемпионата мира: 2012

## Клубная статистика
| Клуб             | Сезон            | Чемпионат | Чемпионат | Кубки | Кубки | Континентальные | Континентальные | Другое | Другое | Итого | Итого |
| Клуб             | Сезон            | Игры      | Голы      | Игры  | Голы  | Игры            | Голы            | Игры   | Голы   | Игры  | Голы  |
| ---------------- | ---------------- | --------- | --------- | ----- | ----- | --------------- | --------------- | ------ | ------ | ----- | ----- |
| Бавария II       | 2002/03          | 18        | 8         | 0     | 0     | 0               | 0               | 0      | 0      | 18    | 8     |
| Бавария II       | 2003/04          | 24        | 21        | 0     | 0     | 0               | 0               | 0      | 0      | 24    | 21    |
| Бавария II       | 2004/05          | 11        | 7         | 3     | 4     | 0               | 0               | 0      | 0      | 14    | 11    |
| Бавария II       | 2005/06          | 13        | 9         | 0     | 0     | 0               | 0               | 0      | 0      | 13    | 9     |
| Бавария II       | Итого            | 66        | 45        | 3     | 4     | 0               | 0               | 0      | 0      | 69    | 49    |
| Бавария (Мюнхен) | 2003/04          | 0         | 0         | 1     | 0     | 0               | 0               | 0      | 0      | 1     | 0     |
| Бавария (Мюнхен) | 2004/05          | 13        | 6         | 1     | 0     | 6               | 1               | 0      | 0      | 20    | 7     |
| Бавария (Мюнхен) | 2005/06          | 14        | 4         | 3     | 1     | 7               | 1               | 0      | 0      | 24    | 6     |
| Бавария (Мюнхен) | Итого            | 27        | 10        | 5     | 1     | 13              | 2               | 0      | 0      | 45    | 13    |
| Гамбург          | 2006/07          | 20        | 5         | 0     | 0     | 7               | 0               | 0      | 0      | 29    | 5     |
| Гамбург          | 2007/08          | 29        | 9         | 3     | 0     | 9               | 5               | 0      | 0      | 41    | 14    |
| Гамбург          | 2008/09          | 31        | 9         | 5     | 1     | 12              | 4               | 0      | 0      | 48    | 14    |
| Гамбург          | 2009/10          | 6         | 4         | 1     | 0     | 6               | 3               | 0      | 0      | 13    | 7     |
| Гамбург          | 2010/11          | 25        | 4         | 2     | 1     | 0               | 0               | 0      | 0      | 27    | 5     |
| Гамбург          | 2011/12          | 23        | 6         | 2     | 0     | 0               | 0               | 0      | 0      | 23    | 6     |
| Гамбург          | Итого            | 134       | 37        | 13    | 2     | 34              | 12              | 0      | 0      | 181   | 51    |
| Коринтианс       | 2012             | 15        | 6         | 0     | 0     | 0               | 0               | 2      | 2      | 17    | 8     |
| Коринтианс       | 2013             | 17        | 5         | 3     | 0     | 9               | 5               | 17     | 8      | 46    | 18    |
| Коринтианс       | 2014             | 28        | 12        | 5     | 3     | 0               | 0               | 12     | 1      | 45    | 16    |
| Коринтианс       | 2015             | 2         | 0         | 0     | 0     | 5               | 4               | 11     | 6      | 18    | 10    |
| Коринтианс       | Итого            | 62        | 23        | 8     | 3     | 14              | 9               | 42     | 17     | 126   | 52    |
| Фламенго         | 2015             | 15        | 3         | 3     | 1     | 0               | 0               | 0      | 0      | 18    | 4     |
| Фламенго         | 2016             | 21        | 9         | 4     | 1     | 3               | 0               | 16     | 8      | 44    | 18    |
| Фламенго         | 2017             | 19        | 6         | 5     | 2     | 8               | 2               | 12     | 10     | 44    | 20    |
| Фламенго         | 2018             | 6         | 1         | 1     | 0     | 0               | 0               | 0      | 0      | 7     | 1     |
| Фламенго         | Итого            | 61        | 19        | 13    | 4     | 11              | 2               | 28     | 18     | 113   | 43    |
| Интернасьонал    | 2018             | 0         | 0         | 0     | 0     | 0               | 0               | 0      | 0      | 0     | 0     |
| Интернасьонал    | 2019             | 6         | 3         | 2     | 3     | 2               | 2               | 3      | 1      | 13    | 9     |
| Интернасьонал    | Итого            | 6         | 3         | 2     | 3     | 2               | 2               | 3      | 1      | 13    | 9     |
| Всего за карьеру | Всего за карьеру | 356       | 138       | 44    | 17    | 74              | 27              | 73     | 36     | 547   | 217   |

## Статистика в сборной
Итого: 107 матчей / 39 голов; 38 побед, 27 ничьих, 42 поражения.
| Год   | Игры | Голы |
| ----- | ---- | ---- |
| 2021  | 5    | 0    |
| 2019  | 11   | 3    |
| 2018  | 5    | 3    |
| 2017  | 7    | 5    |
| 2016  | 12   | 3    |
| 2015  | 11   | 5    |
| 2014  | 5    | 2    |
| 2013  | 6    | 0    |
| 2012  | 8    | 2    |
| 2011  | 9    | 7    |
| 2009  | 3    | 0    |
| 2008  | 4    | 0    |
| 2007  | 9    | 4    |
| 2006  | 3    | 2    |
| 2005  | 6    | 2    |
| 2004  | 3    | 1    |
| Всего | 107  | 39   |